# Kurt Neumann
Kurt Neumann (Norimberga, 5 aprile 1908 – Los Angeles, 21 agosto 1958) è stato un regista tedesco naturalizzato statunitense.

## Biografia
Neumann arrivò negli Stati Uniti agli albori dell'era del cinema sonoro, ingaggiato per dirigere versioni in lingua tedesca di film di Hollywood.
Una volta padroneggiata la lingua inglese e maturata una certa esperienza tecnica, Neumann diresse film a basso budget quali La grande gabbia (1932), Secret of the Blue Room (1933) con Paul Lukas e Gloria Stuart, Hold 'em Navy (1936), It Happened in New Orleans (1936) con il giovanissimo Bobby Breen, Wide Open Faces (1937) con Joe E. Brown, Island of Lost Men e Ellery Queen: Master Detective (1939).
Nel 1941 Neumann fu ingaggiato dal produttore Hal Roach per dirigere una serie di «streamliners», cioè mediometraggi di 45 minuti concepiti per essere proiettati in coppia al prezzo di un biglietto. Tra questi, About Face (1942), Brooklyn Orchid (1942), Taxi, Mister? (1943) e Yanks Ahoy (1943); Two Knights from Brooklyn (1949) è una pellicola composta da due precedenti streamliners.
Nel 1945 entrò nella Sol Lesser Productions, la compagnia del produttore Sol Lesser, che lo assoldò come co-produttore e regista della serie di film di Tarzan prodotta tra il 1945 e il 1954 per RKO, con Johnny Weissmuller, prima, e Gordon Scott, poi.
Neumann divenne noto come un cineasta specializzato in fantascienza grazie alla produzione e alla regia di film quali RX-M Destinazione Luna (1950) e L'esperimento del dottor K. (1958). Neumann diresse altri film di genere come Kronos, il conquistatore dell'universo (1957) e She-Devil (1957), oltre a pellicole di altro genere come The Ring (1952) con Rita Moreno, La carovana del luna park (1954), i western La principessa dei Moak (1956) e Il riscatto degli indiani (1957).

### Morte
Il regista morì di cause naturali nel 1958, dopo un'anteprima de L'esperimento del dottor K., prima di conoscere il successo di botteghino che avrebbe avuto un mese più tardi. Venne sepolto nel cimitero Utter McKinley di Los Angeles.

## Filmografia

### Regista
- Estamos en París
- ¡Hola, Rusia!
- El Tenorio del harem
- Trapped (1931)
- Sealed Lips (1931)
- House of Mystery (1931)
- The Red Shadow (1932)
- Quella canaglia di Pick (Fast Companions) (1932)
- Tom Mix alla riscossa (My Pal, the King) (1932)
- La grande gabbia
- Secret of the Blue Room
- King for a Night
- Let's Talk It Over
- Half a Sinner (1934)
- Wake Up and Dream (1934)
- Alias Mary Dow
- Gli amori di Susanna (The Affair of Susan) (1935)
- Let's Sing Again (1936)
- Violets in Spring (1936)
- Rainbow on the River (1936)
- Espionage (1937)
- Buona notte amore! (Make a Wish) (1937)
- Hold 'Em Navy
- Wide Open Faces
- Touchdown, Army
- Ambush (1939)
- Unmarried (1939)
- Island of Lost Men
- All Women Have Secrets
- Ellery Queen, Master Detective
- A Night at Earl Carroll's
- Brooklyn Orchid (1942)
- About Face (1942)
- Fall In (1942)
- The McGuerins from Brooklyn (1942)
- Taxi, Mister (1943)
- Yanks Ahoy  (1943)
- The Unknown Guest (1943)
- Tarzan e le amazzoni (Tarzan and the Amazons) (1945)
- Tarzan e la donna leopardo (Tarzan and the Leopard Woman) (1946)
- Tarzan e i cacciatori bianchi (Tarzan and the Huntress) (1947)
- Daniele tra i pellirosse (The Dude Goes West) (1948)
- I banditi della città fantasma (Bad Men of Tombstone) (1949)
- Gioventù spavalda (Bad Boy) (1949)
- Two Knights from Brooklyn (1949)
- Bill il selvaggio (The Kid from Texas) (1950)
- Destinazione Luna (Rocketship X-M) (1950)
- Il fuggiasco di Santa Fè (Cattle Drive) (1951)
- È scomparsa una bambina (Reunion in Reno) (1951)
- Il figlio di Alì Babà (Son of Ali Baba) (1952)
- The Ring (1952)
- La valanga dei sioux (Hiawatha) (1952)
- Tarzan e i cacciatori d'avorio (Tarzan and the She-Devil) (1953)
- Regina Amstetten
- La carovana del luna park (Carnival Story) (1954)
- Rummelplatz der Liebe
- Donne da vendere
- La morte nell'ombra
- Stella di Rio
- La principessa dei Moak (Mohawk) (1956)
- The Desperados Are in Town (1956)
- She Devil (1957)
- Kronos il conquistatore dell'universo (Kronos) (1957)
- Il riscatto degli indiani (The Deerslayer) (1957)
- L'esperimento del dottor K. (The Fly) (1958)
- Machete (1958)
- Vatussi (Watusi) (1959)
- Counterplot (1959)

### Produttore
- Tarzan contro i mostri (Tarzan's Desert Mystery), regia di Wilhelm Thiele (1943)
- Tarzan e le amazzoni (Tarzan and the Amazons), regia di Kurt Neumann (1945)